# Cortinarius violaceovolvatus
Cortinarius violaceovolvatus — вид базидіокотових грибів родини павутинникових (Cortinariaceae) порядку агарикальних (Agaricales).

## Поширення
Ендемік Нової Зеландії. Росте на землі під деревами Nothofagus cliffortioides, Nothofagus menziesii та Nothofagus fusca.

## Опис
Плодове тіло заввишки до 3 см, кулясте або яйцеподібне, бузкового або фіолетового забарвлення, по центру шапинки каштанового кольору. Спори розміром 11-14х7-8,5 мкм, яйцеподібні або еліптично-довгасті, переважно аксіально симетричні.

## Оригінальний опис
- Horak, E. (1973). Fungi Agaricini Novazelandiae I-V. Beihefte zur Nova Hedwigia 43: 200 p.